# Star Wars: The Old Republic
A Star Wars: The Old Republic egy Csillagok háborúja univerzumban játszódó MMORPG, amelyet a Bioware készít. A játék tulajdonképpen a Star Wars: Knights of the Old Republic sorozat első online játszható része lesz. A fejlesztők a legfontosabb újításnak a kidolgozott történetet tartják, amit minden játékos mintegy saját életút történetként élhet át.

## Helyszín és idő
A KOTOR 2 után nagyjából 300 évvel játszódik a Star Wars galaxisban. A Sith-ek birodalma ekkor még ereje teljében van és a legfőbb fenyegetést jelenti a Galaktikus Köztársaság számára. A játék kezdetekor a két birodalom fegyverszünetet kötött, ami azonban nem bizonyult életképesnek. 10 évnyi hidegháborús időszak után kiújultak a konfliktusok a két hatalom között, ezzel kezdetét vette a Második Galaktikus Háború Yavin előtt 3643-ban (innentől kezdődik mind a 8 karakterosztály története is).

## Játékmenet
A játékmenet a valós idejű szerepjáték szabályainak felel meg, mint a legtöbb MMORPG-ben. A harc is valós időben történik.

### Warzone
Egy elérhető lehetőség, ahol a játékosok egy harctéren küzdenek meg egymással feladatokat teljesítve. Összesen 4 vagy 8 játékos vehet részt benne.

## Játszható karakterek
Az egyik lényeges újítás, hogy minden karakter, nem-játékos karakter (NPC vagy NJK) beszélni fog és a játékos karaktereknek saját hangjuk is lesz. Az összes karakter egyedi külsőt kap és lehet férfi vagy női karakter.

### Advanced Class rendszer
A tizedik szintet elérve a karakter kasztját meg lehet változtatni, ami további fejlődési lehetőségeket ad. Minden karakter 2 fejlődési utat választhat.
A kasztok a következők:
```
                     – Köztársaságiak: Jedi knight---->Jedi guardian
                                                 '---->Jedi sentinel
```

```
                                       Jedi consular-->Jedi sage
                                                   '-->Jedi shadow
```

```
                                       Trooper-------->Commando
                                             '-------->Vanguard
```

```
                                       Smuggler------->Gunslinger
                                               '------>Scoundrel
```

```
                    – Birodalom: Sith warrior--------->Sith juggernaut
                                            '--------->Sith marauder
```

```
                                 Sith inquisitor------>Sith sorcerer
                                               '------>Sith assassin
```

```
                                 Bounty hunter-------->Powertech
                                             '-------->Mercenary
```

```
                                 Imperial agent------->Sniper
                                              '------->Operative
```

### Társak (companion)
A játékosok több egyedi társat is szerezhetnek, de egyszerre csak egy lehet aktív. A társak célja a segítség a harcban, emellett velük is párbeszédek kezdhetők, amivel plusz információkat szerezhetünk.
A társakat a játékos űrhajóján lehet tartani.
Amíg távol vagyunk az űrhajótól, addig is hasznunkra lehetnek az inaktív társak. Megadhatjuk nekik, hogy haszontalan tárgyakból újakat készítsenek. Készíthetnek fegyvert, páncélt, gyógyszert és varázstárgyat is. Továbbá kereskedni is elküldhetjük őket ezzel több időt nyerve a küldetésekre.

### Saját űrhajó és űrharc
Minden játékos nagyon hamar szerezhet saját űrhajót, ahol a társait és a nem használt tárgyakat tarthatja. Az űrhajó a játékban egy kisebb zárt tér.
A bolygók közötti utazás során olyan küldetéseket vehetünk fel, amit űrbeli harccal kell teljesíteni, például szállítóhajók kísérése vagy űrállomások elpusztítása. Az űrharc nem képezi szerves részét a játéknak, de tapasztalati pontokat és tárgyakat lehet vele szerezni.

### A kasztok részletesen
A karakterek kezdőterületét (jelen esetben kezdőbolygó) a kaszt határozza meg, ezért az alábbi táblázat kasztonként rendszerezi őket.
Galaktikus Köztársaság
| Kaszt neve    | Szerep                                      | Kezdőbolygó | Fejlődési utak          | Csillaghajó              | Kezdő társ  |
| ------------- | ------------------------------------------- | ----------- | ----------------------- | ------------------------ | ----------- |
| Katona        | távolsági v. közelharci sebző/tank/gyógyító | Ord Mantell | Frontkatona, Kommandós  | BT-7 Thunderclap         | Aric Jorgan |
| Csempész      | távolsági sebző/gyógyító                    | Ord Mantell | Settenkedő, Pisztolyhős | XS Stock Light           | Corso Riggs |
| Jedi Lovag    | közelharci sebző/tank                       | Tython      | Védelmező, Őrszem       | Koréliai könnyű korvette | T7-01       |
| Jedi Tanácsos | közelharci tank/távolsági sebző/gyógyító    | Tython      | Árny, Bölcs             | Koréliai könnyű korvette | Qyzen Fess  |

Sith Birodalom
| Kaszt neve       | Szerep                                      | Kezdőbolygó | Fejlődési utak              | Csillaghajó      | Kezdő társ     |
| ---------------- | ------------------------------------------- | ----------- | --------------------------- | ---------------- | -------------- |
| Fejvadász        | távolsági v. közelharci sebző/tank/gyógyító | Nal Hutta   | Fegyverspecialista, Zsoldos | D5-Mantis        | Mako           |
| Birodalmi Ügynök | távolsági sebző/gyógyító                    | Nal Hutta   | Kém, Orvlövész              | X-708 Phantom    | Kaliyo Djannis |
| Sith Harcos      | közelharci tank/sebzésosztó                 | Korriban    | Martalóc, "Kolosszus"       | Birodalmi vadász | Vette          |
| Sith Inkvízitor  | közelharci tank/távolsági sebző/gyógyító    | Korriban    | Orgyilkos, Bölcs            | Birodalmi vadász | Khem Val       |

### Karaktertörténetek
Minden játékos karakternek saját története lesz. A küldetések felvételéhez párbeszédben kell döntéseket hozni, amik lehetnek egyszerű válaszok vagy az NPC megölése, támogatása is. A döntések meghatározzák melyik küldetést vesszük fel, mennyire jó vagy gonosz a karakterünk és a játékmenet során kik az ellenségeink. Daniel Erickson történetíró több interjúban hangsúlyozta, mennyire fontosak döntéseink a TOR-ban, mert (MMORPG lévén) nem tölthetünk vissza egy korábbi játékállást, hogy máshogyan döntsünk.

## Játszható területek
| - Alderaan - Balmorra - Belsavis - Corellia - Coruscant - Dromund Kaas - Hoth - Ilum - Korriban - Makeb - Nal Hutta - Nar Shaddaa | - Ruhnuk - Rishi - Odessen - Oricon - Ord Mantell - Quesh - Taris - Tatooine - Tython - Voss - Zakuul - Ziost |